# 波托马克河
波托马克河（英語：Potomac River）是美國東部的主要河流之一，為全美第21大河流。
波托马克河有两个源头，北源发源于西維吉尼亞州普雷斯頓縣、格兰特县和塔克县交界处，南源发源于弗吉尼亚州高地縣，二者在汉普夏县境内汇合后东流，后折向东南，成为马里兰州和西弗吉尼亚州、弗吉尼亚州和华盛顿哥伦比亚特区的边界，最终注入切萨皮克湾。
波托马克河全长约405英里（652），流域面积14,700平方英里（38,000平方），最大支流为南岸的谢南多亚河。

## 空难
1982年1月13日，佛罗里达航空90号班机因为机翼结冰坠毁于波托马克河，机上79人中，5人幸存。
2025年1月30日，美鹰航空5342号班机在于罗纳德·里根华盛顿国家机场进行最终进近时与一架UH-60黑鹰直升机相撞，飞机残骸坠落在波托马克河中。客机上64人与直升机上3人共计67人全部遇难。